# Santiago Malacatepec
Santiago Malacatepec är en ort i Mexiko.   Den ligger i kommunen San Juan Mazatlán och delstaten Oaxaca, i den sydöstra delen av landet, 500 km sydost om huvudstaden Mexico City. Santiago Malacatepec ligger 987 meter över havet och antalet invånare är 1 173.
Terrängen runt Santiago Malacatepec är lite bergig. Runt Santiago Malacatepec är det glesbefolkat, med 8 invånare per kvadratkilometer. Närmaste större samhälle är San Miguel Quetzaltepec, 16,9 km väster om Santiago Malacatepec. I omgivningarna runt Santiago Malacatepec växer huvudsakligen savannskog.